# ان‌دبلیوجی
ان‌دبلیوجی (انگلیسی: Northumbrian Water Group) شرکت آب بریتانیایی است، که در سال ۱۹۷۳ تأسیس شد.